# Meisterwerk 2
Meisterwerk 2 è una raccolta della Doom metal band inglese My Dying Bride.

## Tracce
1. "Sear Me MCMXCIII" (da Turn Loose The Swans)
2. "Follower" (dalla versione giapponese di 34.788%...Complete)
3. "Vast Choirs" (da As The Flower Withers)
4. "She Is the Dark" (da The Light at the End of the World)
5. "Catching Feathers"
6. "Two Winters Only" (da The Angel and the Dark River)
7. "Your River" (da Turn Loose The Swans)
8. "Some Velvet Morning" - Nancy Sinatra/Lee Hazlewood - (dalla compilation Peaceville Records "X")
9. "Roads" - Portishead - (dalla compilation Peaceville Records "X")
10. "For You (Video Track)"

## Formazione
- Aaron Stainthorpe - voce
- Andrew Craighan - chitarra, basso
- Calvin Robertshaw - chitarra
- Adrian Jackson - basso
- Martin Powell - violino
- Rick Miah - batteria
- Bill Law - batteria
- Keith Appleton, 'Mags', Jonny Maudling - tastiere